# Stromlinien-Moderne

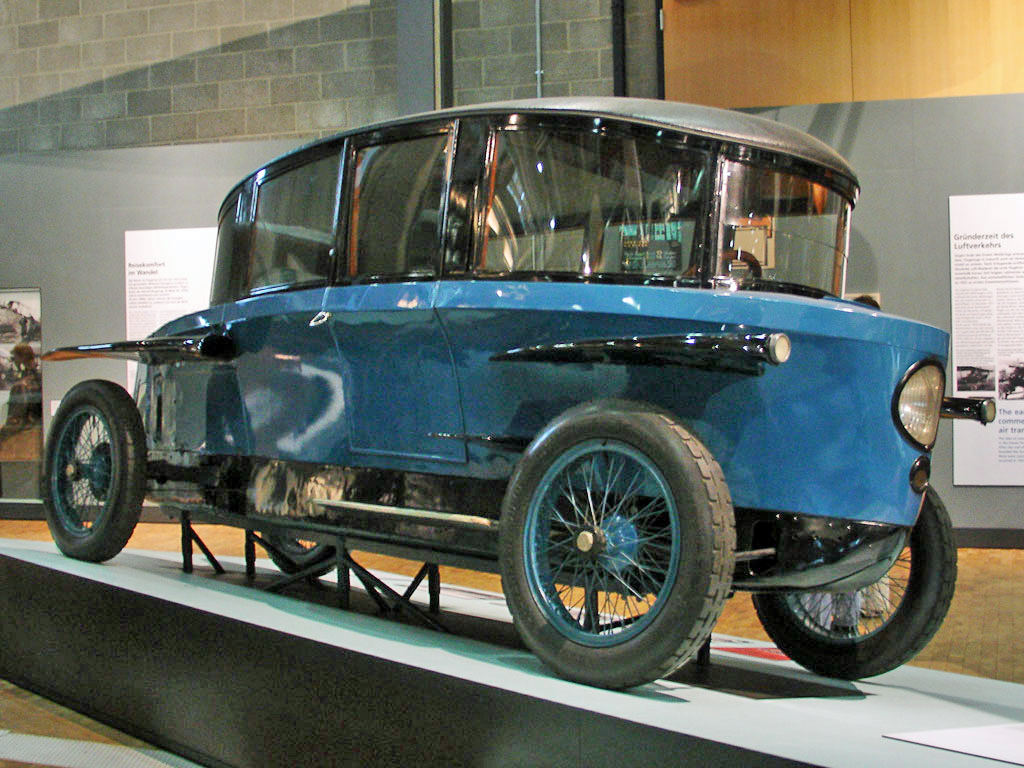
Der von Edmund Rumpler entwickelte Rumpler-Tropfenwagen (Produktion 1921–23) war der erste stromlinienförmig gestaltete PKW.

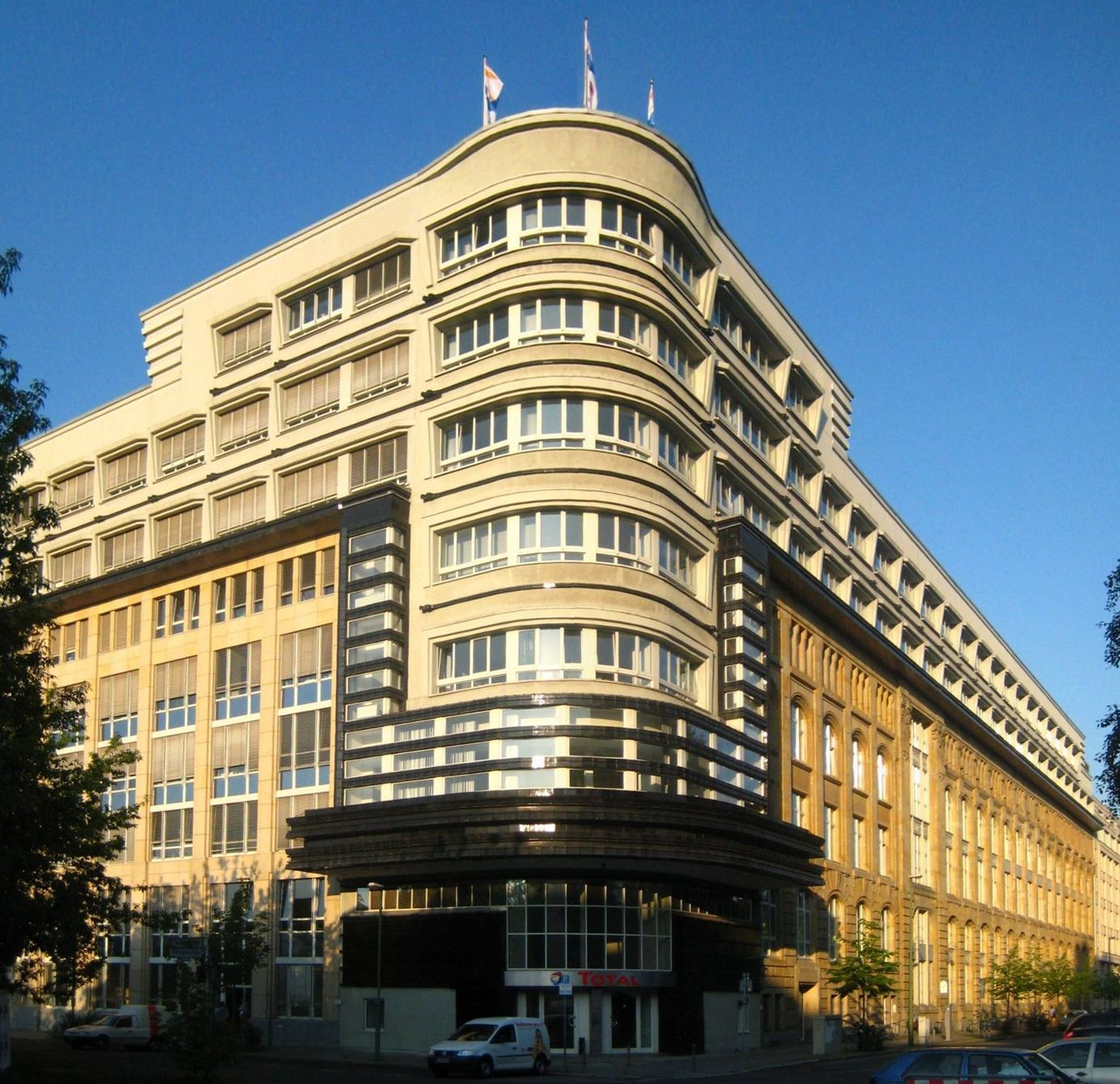
Mit dem Umbau (1921–23) des Mossehauses in Berlin durch den Architekten Erich Mendelsohn wurde es zum ersten Gebäude der Stromlinien-Moderne.

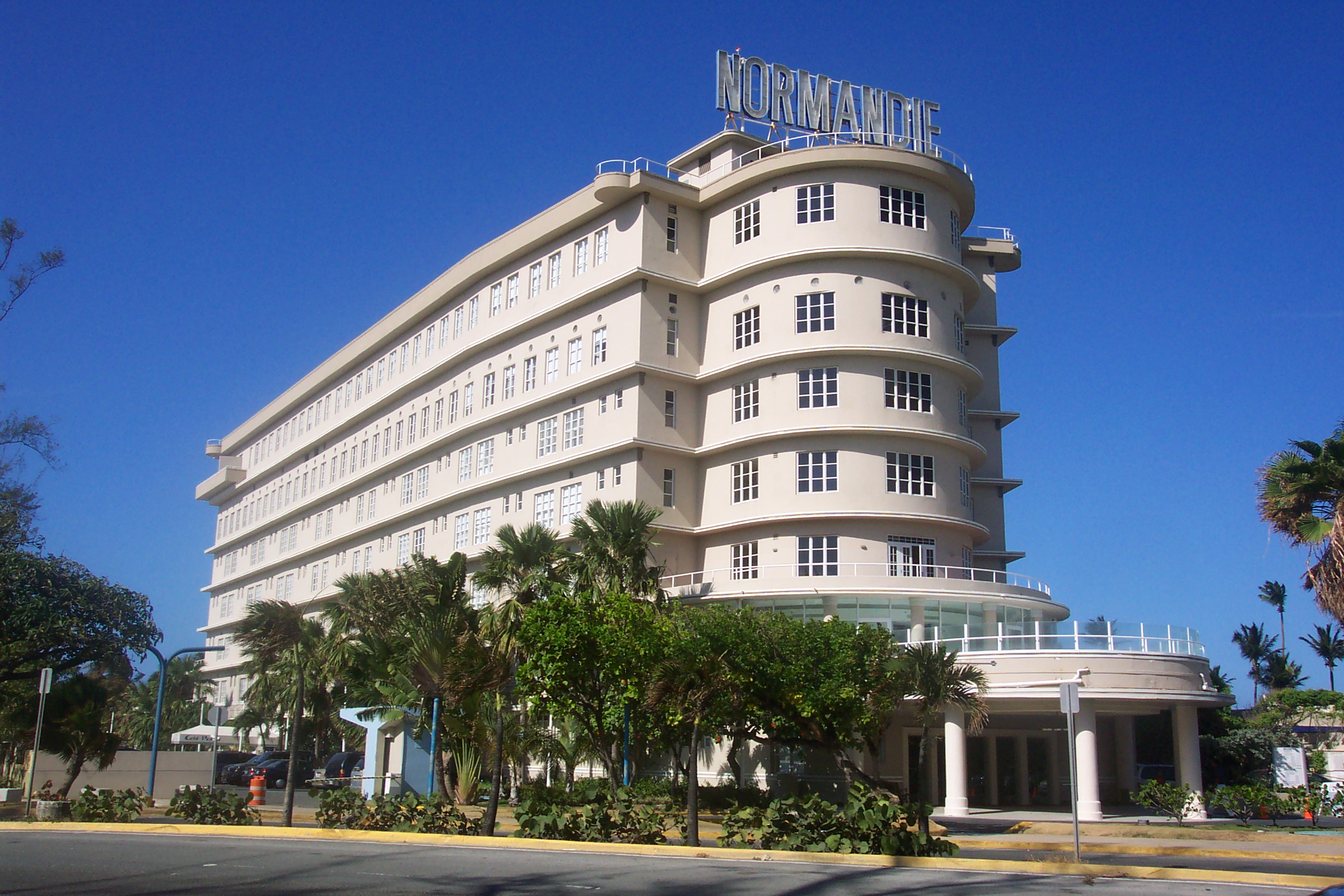
Normandie Hotel in San Juan, Puerto Rico, Entwurf Raúl Reichard & Félix Benítez Rexach, (Einweihung 1942)

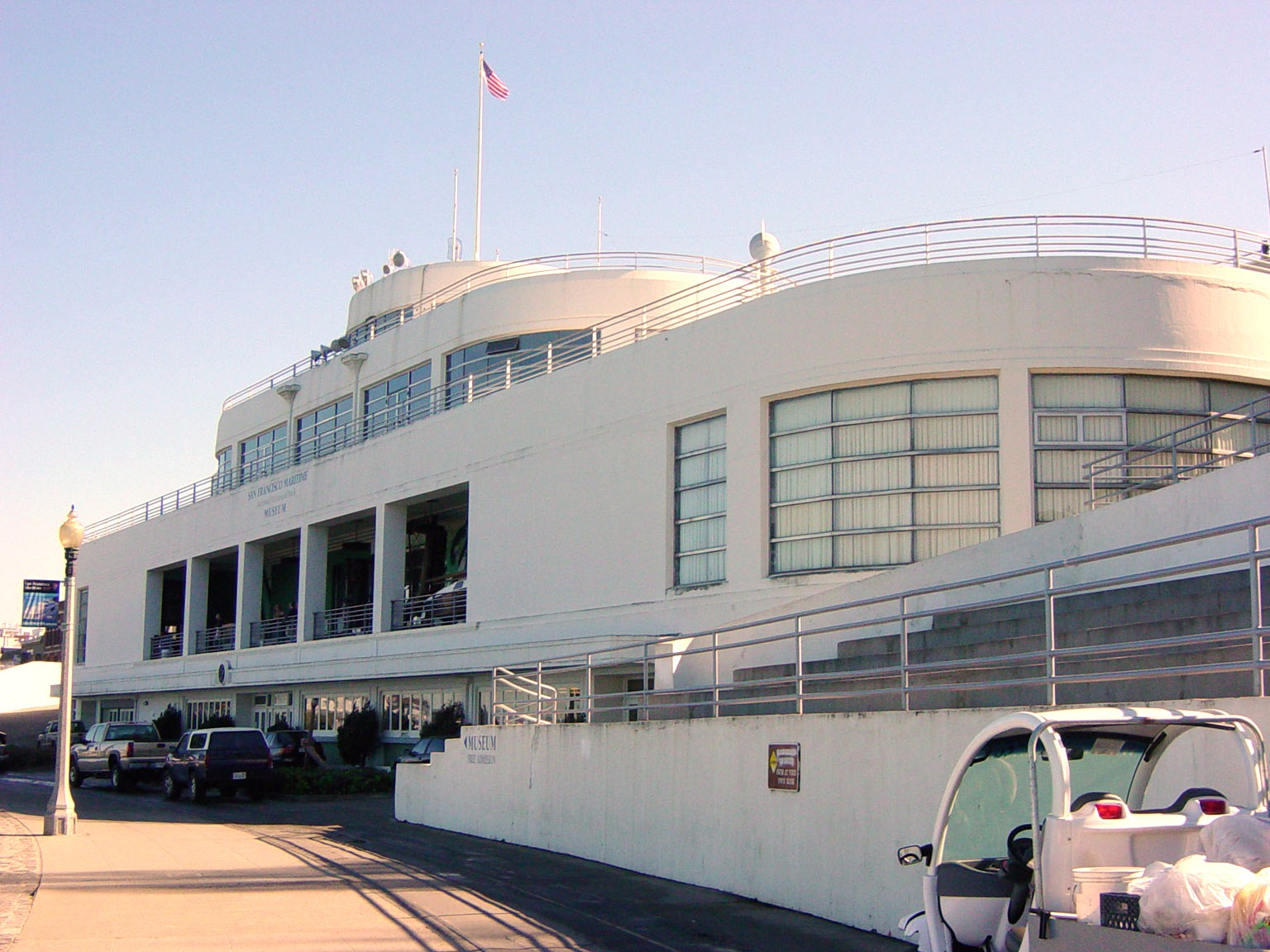
San Franciscos Maritime Museum (Aquatic Park Bathhouse), Entwurf William Mooser III, (Einweihung 1939)

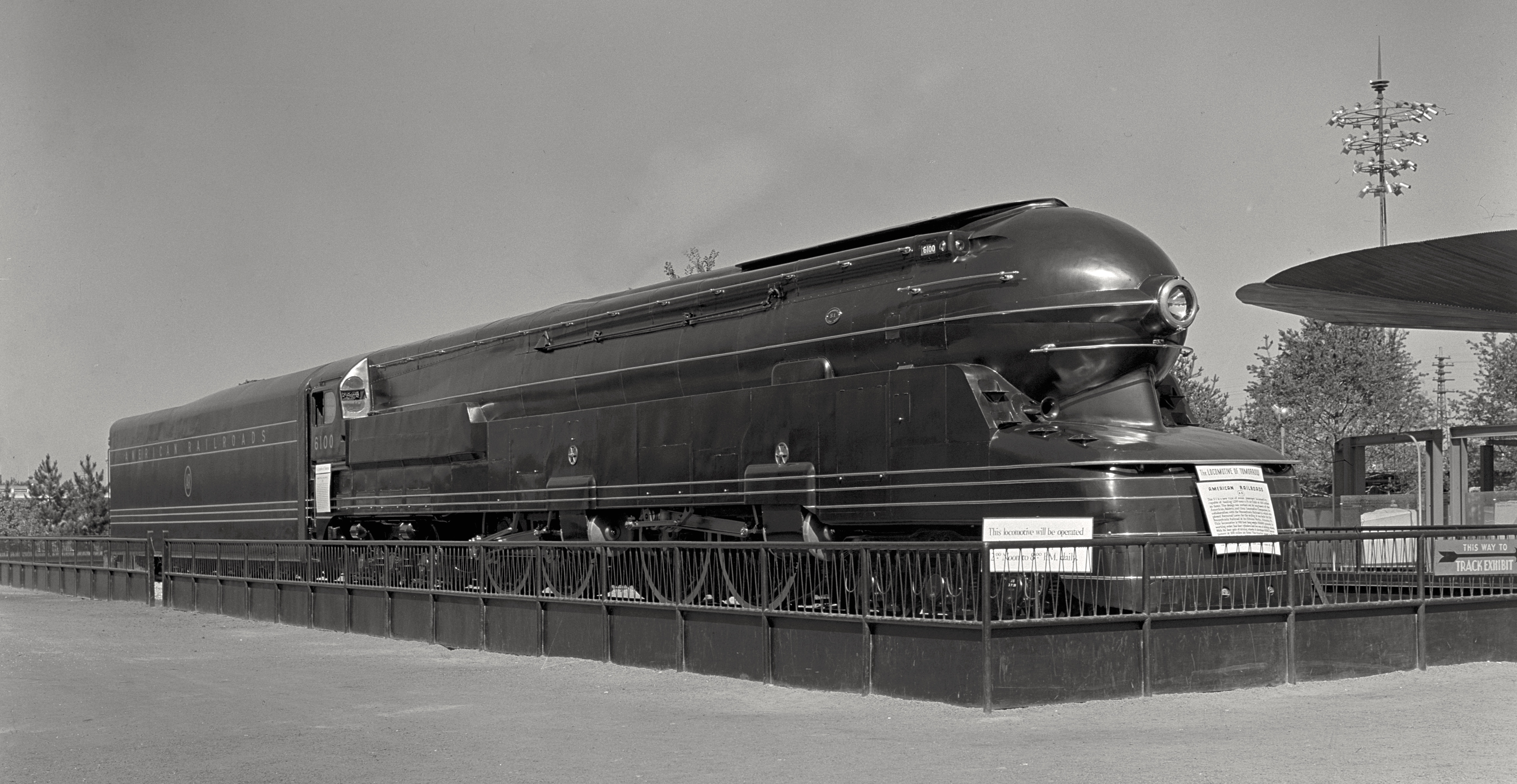
Die S1-Dampflokomotive mit der von Raymond Loewy gestalteter Stromlinienverkleidung (1939)

Mit Stromlinien-Moderne (teilweise auch Stromlinienform oder Streamline-Moderne genannt) wird eine Art der Formgebung in Architektur und Design, v. a. von Autos, Bussen und Lokomotiven, bezeichnet. Ursprünglich ging es bei der Stromliniengestaltung um die Verringerung des Strömungswiderstands. Die dabei entwickelten Gestaltungselemente wurden dann aus ästhetischen Gründen auch in der Architektur und der Produktgestaltung übernommen, bei denen der Luftwiderstand keine Rolle spielt.
Die Stromlinien-Moderne wurde häufig mit dem Art-déco-Stil kombiniert. In Italien wurden Elemente der Stromlinien-Moderne mit dem dort vorherrschenden Stil des Futurismus kombiniert. In der Architektur betonte der Stil kurvige stromlinienartige Formen, eine lange horizontale Linienführung sowie manchmal nautische Elemente wie Relings oder Bullaugenfenster.

## Geschichte
Als Erfinder der Stromlinie gilt der Luftschiffbauer Johann Schütte. Schütte stand mit seinem Unternehmen Schütte-Lanz in Konkurrenz mit dem populären Zeppelin. Um 1908 entwarf er ein Luftschiff unter aerodynamischen Gesichtspunkten.
Als erstes Gebäude der Stromlinien-Moderne gilt das von dem Architekten Erich Mendelsohn gestaltete Mossehaus in Berlin aus dem Jahr 1923. Der Stil verbreitete sich weltweit. In den USA gilt Raymond Loewy als einer bedeutendsten Pioniere des auch nur kurz als Streamlining bezeichneten Stils.
Im Fahrzeugbau wurde durch Hans Ledwinka mit dem Tatra 77 von 1934 das erste in Serie produzierte stromlinienförmig gestaltete Fahrzeug entworfen. Es existierten jedoch seit 1921 zwei Konzepte für solche Stromlinien-Karosserien: der Tropfenwagen und ein Konzept von Paul Jaray. Der von Karl Schlör von Westhofen-Dirmstein gestaltete Schlörwagen aus dem Jahr 1939 gilt mit einem cw-Wert von 0,15 auch heute noch als Meilenstein der Aerodynamik im Fahrzeugbau. Weitere wichtige Fahrzeuge sind u. a. der Rumpler-Tropfenwagen aus dem Jahr 1921, die Fahrzeuge von Espenlaub Fahrzeuge, der K-Wagen (Kamm-Wagen) und die Entwürfe von Paul Jaray.
Weitere Vertreter des Stils im Bereich des Designs waren Norman Bel Geddes, Henry Dreyfuss und Walter Dorwin Teague.

## Beispiele

### Architektur
- 1923 – Mossehaus, Berlin
- 1926 – Long Beach Airport Main Terminal, Long Beach, Kalifornien

- 1930 – Strand Palace Hotel, London.
- 1932 – Faber-Hochhaus, Magdeburg
- 1933 – Merle Norman Building, Santa Monica
- 1935 – Pan-Pacific Auditorium, Los Angeles
- 1936 – Minneapolis Armory in Minneapolis
- 1937 – Belgischer Pavillon auf der Weltausstellung in Paris.
- 1937 – Wan-Chai-Markt, Wan Chai, Hongkong
- 1937 – Hecht Company Warehouse, Washington, D.C.

- 1947 – Sears Building, Santa Monica
- 1948 – Greyhound Bus Station, Cleveland
- 1954 – Ancien Théâtre Municipal de Poitiers

### Design
- 1921 – Rumpler-Tropfenwagen
- 1927 – Majestic (Motorrad)
- 1929 – Schienenzeppelin
- 1931 – Rumpler Lkw
- 1934 – Chrysler Airflow, das erste in Massenfertigung gebaute Autodesign in Stromlinienform
- 1934 – BMW R 7, nicht in Serie gegangener Motorradentwurf
- 1935 – Zeppelin „Hindenburg“, Deutschland
- 1935 – Elektrolokomotive PRR-Klasse GG1
- 1939 – Dampflokomotive PRR-Klasse S1